# Asplenium ascensionis
Asplenium ascensionis là một loài dương xỉ thuộc họ Aspleniaceae. Đây là loài đặc hữu của đảo Ascension. Môi trường sống tự nhiên của chúng là thảm thực vật di thực. Chúng hiện đang bị đe dọa vì mất môi trường sống.